# Nesvady
Nesvady, ungarisch Naszvad (bis 1948 slowakisch Nasvad) ist eine Stadt im Süden der Slowakei im Nitriansky kraj, Okres Komárno am Ufer des Flusses Nitra (Neutra). Zum 31. Dezember 2024 hatte der Ort 4963 Einwohner.

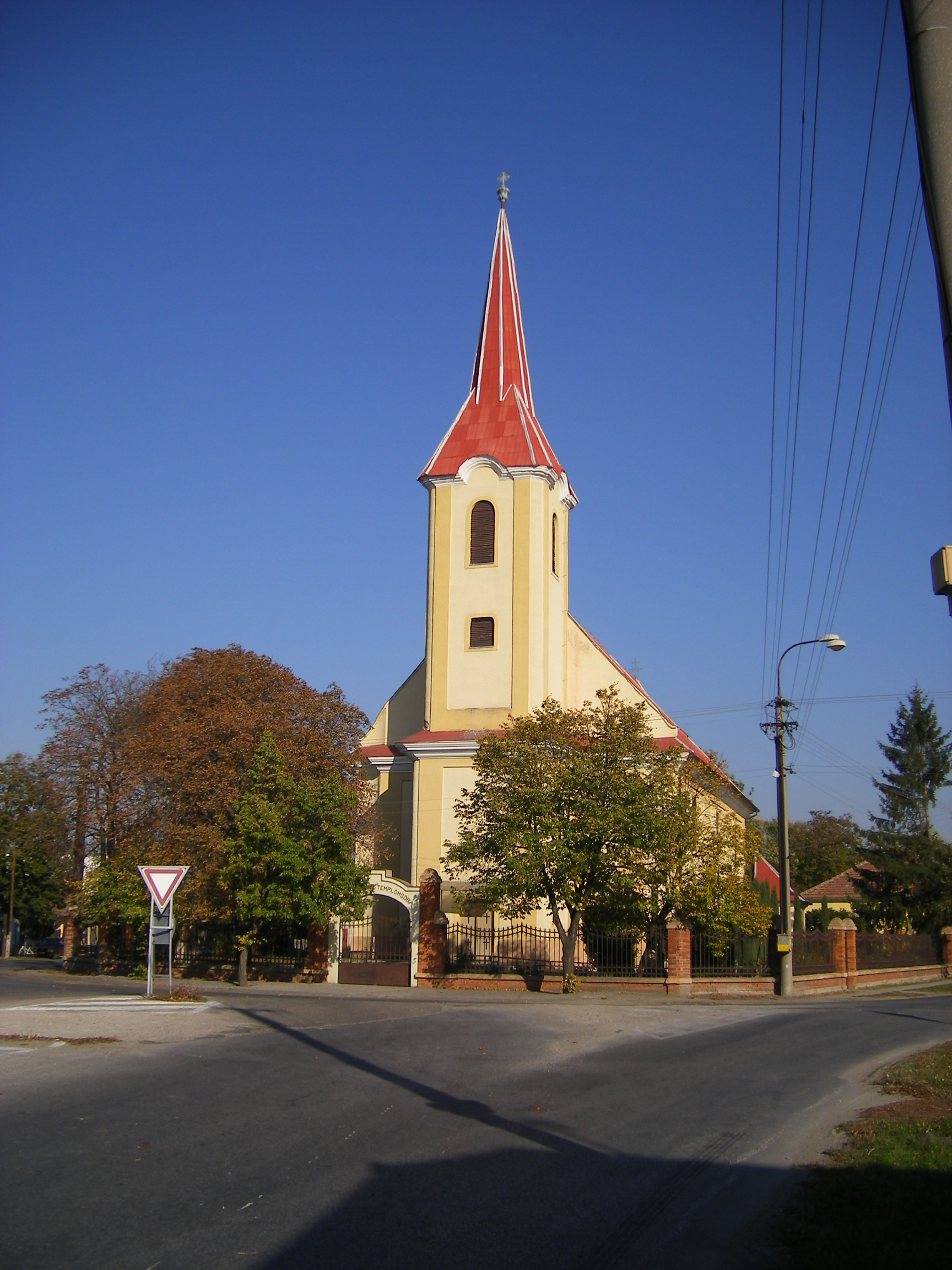
Blick auf die Kirche im Ort

## Geschichte und Name
Das Gebiet ist ein alter Siedlungsplatz. Es gibt hier Funde aus dem Neolithikum, Äneolithikum, aus der Bronzezeit, sowie Siedlungen aus der Hallstattzeit, La-Tène-Zeit, römischen Zeit und frühen slawischen Zeit.
Das Dorf wurde im Jahr 1269 zum ersten Mal urkundlich als Novum Naswod erwähnt. 1311 wurde der Ort von Matthäus Csák besetzt und 1416 bekam es das Stadtrecht verliehen. 1554 verheerten die Türken den Ort. Bis 1918 gehörte er zum Königreich Ungarn, danach zur neu gegründeten Tschechoslowakei, dazwischen kurzzeitig nochmal von 1938 bis 1945 zu Ungarn (aufgrund des Ersten Wiener Schiedsspruchs).
Der ungarische Name Nas(z)vad leitet sich vom slawischen/slowakischen – seit 1948 als offizieller Name verwendeten – Namen Nesvady ab (vgl. polnisch Swadna, Niewadovo u. ä.), indem in der ungarischen Sprache das -y regelmäßig entfällt und das -e- aufgrund von Vokalharmonie regelmäßig durch -a- ersetzt wird.
Am 1. Januar 2020 wurde Nesvady per Beschluss des Nationalrats der Slowakischen Republik vom 15. Oktober 2019 zur Stadt erhoben.

## Bevölkerung
| Jahr:                | 1994. | 2004.   | 2014. | 2024.   |
| -------------------- | ----- | ------- | ----- | ------- |
| Anzahl der Personen: | 5113  | 5000    | 5100  | 4963    |
| Unterschied:         |       | -2,21 % | +2 %  | -2,68 % |

| Jahr:                | 2023. | 2024.   |
| -------------------- | ----- | ------- |
| Anzahl der Personen: | 4974  | 4963    |
| Unterschied:         |       | -0,22 % |

Im Ort leben heute neben Slowaken 58,97 % Magyaren und 4,65 % Roma. Ein Teil der Magyaren wurde nach dem Zweiten Weltkrieg im Rahmen des tschechoslowakisch-ungarischen Bevölkerungsaustausch gegen Slowaken aus Ungarn ausgetauscht.
Die Hauptkonfessionen sind römisch-katholisch (60 %, meist Ungarn) und evangelisch-lutherisch (27 %, meist aus Ungarn im Rahmen des Bevölkerungsaustauschs übergesiedelte Slowaken).

## Wirtschaft
Die Wirtschaft zeichnet sich durch überwiegend klassische landwirtschaftliche Produktion wie Getreideanbau sowie Viehzucht aus. Seit der Wende wird das Gemüse am Ort verarbeitet. Die nahe gelegene Stadt Nové Zámky und die Bezirkshauptstadt ziehen etwa 40 % der Bevölkerung zur Pendelarbeit an.

## Gliederung
Der Ort gliedert sich in folgende 4 Ortsteile:
- Aňala (ungarisch Anyala)
- Aňalské Záhrady
- Nesvady
- Sady